# Organización Salmantina de la Astronáutica y el Espacio
.
La Organización Salmantina de la Astronáutica y el Espacio (OSAE) es una asociación cultural sin ánimo de lucro dedicada al estudio y divulgación de la astronomía y la astronáutica. Su ámbito de acción principal es la provincia de Salamanca.

## Historia
Fue constituida el 21 de julio de 1994, aunque no fue legalizada hasta el año 1999. La idea surgió de varios aficionados a la astronomía en Salamanca que buscaban compartir experiencias y aprender cosas nuevas. La asociación está inscrita en el registro de asociaciones Castilla y León con el número 0002436 de la sección primera y en el registro de asociaciones de Salamanca con el número 444.
A lo largo de su historia ha participado en numerosos eventos astronómicos de interés, algunos de los más destacados fueron las lluvia de estrellas "Leónidas" del año 1999 y 2001, el eclipse anular de sol del año 2005, varios eclipses lunares, así como los dos últimos tránsitos de venus por delante del disco solar en 2004 y 2012. También ha formado parte de varias expediciones por todo el planeta para observar eclipses totales de sol y ha sido testigo del paso de numerosos cometas incluyendo algunos de los más brillantes de los últimos 50 años.
La asociación es conocida internacionalmente gracias las aportaciones de algunos de sus socios en revistas especializadas y foros y páginas web, participando incluso en conferencias impartidas en la NASA
También ha participado activamente en actividades de carácter internacional como el International Observe the Moon Night desde la primera edición en el año 2009 hasta la actualidad.
Desde los inicios de la asociación además de la astronomía, se ha fomentado la astronáutica, con el lanzamiento de pequeños cohetes y culminando en los últimos años con el lanzamiento de varias sondas a la estratosfera. Destacando la del día 31 de mayo de 2014 en la que se consiguieron numerosos datos de utilidad. 
En 2015 cuenta con más de 50 socios activos y aunque no cuenta con sede propia para las reuniones, se realizan reuniones quincenales en un centro cedido por al ayuntamiento de Salamanca.
En septiembre de 2014 celebró el 20.º aniversario con una semana de actividades abierta al público que incluyeron varias conferencias y charlas, talleres y observaciones con telescopios. 
El 29 de noviembre de 2014 pasó a formar parte de la Federación de Asociaciones Astronómicas de España
Actualmente la asociación se encarga de mantener informados a los medios de comunicación y al público en general de todos los acontecimientos y noticias relacionadas con la astronomía, tanto locales, como nacionales e internacionales.

## Actividades
Para el buen funcionamiento de la asociación se realizan numerosas actividades durante todo el año.

### Actividades principales
- Reuniones mensuales: Realizadas en el centro cedido por al ayuntamiento de Salamanca, donde los socios comentan y exponen sus observaciones, trabajos y/o dudas
- Salidas de observación: Se intenta realizar una salida al mes con los telescopios para observar el cielo además de realizar más salidas esporádicas si hay algún evento destacado. También en muchas ocasiones varios socios suelen quedar de forma individual o pequeños grupos para salir a observar cuando las condiciones del cielo son favorables.
- Acampada de verano: Todos los años se realiza una acampada durante el verano donde la astronomía comparte espacio con la naturaleza, rutas de senderismo y turismo rural. La acampada suele durar entre 2 y 3 días, intentando escoger el un fin de semana que no moleste demasiado la Luna.
- Conferencias y charlas: De vez en cuando alguno de los socios imparte conferencias y charlas en diferentes lugares de Salamanca y alrededores abiertos al público.
- Talleres y actividades: Durante todo el año se realizan talleres y actividades didácticas en pueblos y colegios de la provincia con el fin de divulgar la astronomía entre jóvenes y mayores.
- Álbum fotográfico: Una vez al año imprimimos un álbum fotográfico a modo de resumen anual con las fotografías que han ido realizando los socios y que de una manera y otra muestras las actividades realizadas durante el año o las fotografías conseguidas por parte de los socios con motivos astronómicos.
- En algunas ocasiones se han impartido cursos de astro-fotografía, iniciación a la astronomía y manejo de telescopios. Aunque no cuenta como una actividad en si, las personas que necesitan consejo sobre la compra de material o necesitan aprender a manejar algún aparato son bien recibidas e internamos asesorarles.
- International Observe the Moon Night: Todos los años participamos en la noche internacional de la observación de la Luna. Un evento a nivel mundial que promueve acercar la astronomía al ciudadano y poner a su alcance telescopios de aficionado y profesionales para observar la luna desde un lugar accesible.
- International Sun-Day:[4] Un evento que se realiza a nivel internacional todos los años similar al que se realiza con la luna, pero en este caso para observar el Sol con los telescopios y filtros adecuados. Ese día también se realizan talleres y actividades relacionadas con el sol para todos los públicos.
- Actualmente la actividad observacional está repartida en varias líneas de trabajo, entre las que destacan, la astrofotografía, que es un importante soporte para la divulgación, la heliofísica y la observación visual.

### Proyectos futuros
- Uno de los proyectos futuros que tenemos en mente es la creación de un mapa de la contaminación lumínica de la provincia de Salamanca para determinar cuales son los mejores sitios para observar el cielo y seguir la evolución del aumento de la contaminación lumínica.